# 恋に無駄口
『恋に無駄口』（こいにむだぐち）は、福山リョウコによる日本の漫画作品。『花とゆめ』（白泉社）にて、2019年19号より2023年15号まで連載。中身が残念なイケメン男子高校生4人組の恋と友情を描いた青春ラブコメディ作品。

## 沿革
2019年8月5日発売の『花とゆめ』（白泉社）17号にて、本作品の連載開始が告知される。同時に、同年9月9日創刊の『ヤングアニマルZERO』（同）創刊号でも『聴けない夜は亡い』を連載することを発表。本作品は福山による「ダブル新連載」の1作として、同年9月5日発売の『花とゆめ』19号より連載を開始。
2020年2月20日、単行本第1巻の発売を記念したPVを公開。同年6月8日発売の『ダ・ヴィンチ』（KADOKAWA）7月号では、ラブコメ作品として本作品が紹介されている。同年10月20日に単行本第3巻が発売された際にも、PVの第2弾を公開。
2021年3月19日発売の『花とゆめ』8号と同日発売の単行本第4巻付属のシリアルコードにて、ボイスドラマ化される。それぞれ第6話と第8話が、どちらも購入した特典では第11話と第18話をボイスドラマの内容に選出。
2022年4月にテレビドラマ化。
2023年7月5日発売の『花とゆめ』15号にて、最終回を掲載。

## 登場人物
声の項はPV、ボイスドラマの声優。
仁科悠里
声 - 小野賢章
本作品の主人公。高校1年生の男子。少女漫画を愛している。初めての彼女に振られたトラウマにより、恋をしないと考えている。
志田葵
声 - 花江夏樹
高校1年生の男子。おバカキャラ。鈍感な性格。
シロ / 各務ましろ
声 - 村瀬歩
高校1年生の男子。不思議キャラ。恋愛に興味を持たず、物事に対して面倒くさがりな性格。
マヤ / 真山深
声 - 鈴木達央
高校1年生の男子。成績は優秀で、スポーツも万能。身長が高い。口を開くと残念。
湯井芽李
声 - 内田真礼
虎井未希
声 - 永塚拓馬
叶依麻
声 - 大西沙織

## 書誌情報
- 福山リョウコ 『恋に無駄口』 白泉社 〈花とゆめコミックス〉、全12巻
  1. 2020年2月20日発売[9][5]、『花とゆめ』2019年19号[1] - 21号、23号 - 24号、ISBN 978-4-592-22321-4
  2. 2020年6月19日発売[10]、『花とゆめ』2020年1号、4号 - 6号、8号、ISBN 978-4-592-22322-1
  3. 2020年10月20日発売[11][7]、『花とゆめ』2020年9号 - 10・11合併号、14・15合併号 - 17号、ISBN 978-4-592-22323-8
    - talk extra 1.「餃子にしりとり」（『ザ花とゆめ アオハル』2020年6月1日号）

  4. 2021年3月19日発売[12][8]、『花とゆめ』2020年18号、20号 - 22号、2021年1号、ISBN 978-4-592-22324-5
    - talk extra 2.「味玉にだるまさん」（『花とゆめ mini』2020年vol.1）

  5. 2021年7月20日発売[13]、『花とゆめ』2021年2号 - 3号、6号 - 8号[8]、ISBN 978-4-592-22325-2
    - talk extra 3.「メンマに変顔」（『花とゆめ mini』2020年vol.2）

  6. 2021年11月19日発売[14]、『花とゆめ』2021年10・11合併号、12号、16号 - 18号、ISBN 978-4-592-22326-9
    - talk extra 4.「スイカに雄叫び」（『ザ花とゆめ サマーラブ2nd』2020年9月1日号）

  7. 2022年3月18日発売[15]、『花とゆめ』2021年20号 - 21号、23号 - 24号、2022年1号、ISBN 978-4-592-22327-6
    - talk extra 5.「きみに低気圧」（『ザ花とゆめ オールスター』2021年6月1日号）

  8. 2022年6月20日発売[16]、『花とゆめ』2022年3号 - 5号、8号 - 9号、ISBN 978-4-592-22328-3
    - talk extra 6.「ループににらめっこ」（『花とゆめ』2022年6号）

  9. 2022年10月20日発売[17]、『花とゆめ』2022年10・11合併号 - 14号、17号、ISBN 978-4-592-22329-0
    - talk extra 7.「寝ろに秘密」（『ザ花とゆめ シークレット』2022年9月1日号）

  10. 2023年2月20日発売[18][19]、『花とゆめ』2022年18号 - 19号、21号 - 23号、ISBN 978-4-592-22330-6
    - talk extra 8.「教師に生徒」[20]（『ザ花とゆめ 転生』2022年12月1日号）

  11. 2023年5月19日発売[21]、ISBN 978-4-592-22446-4
  12. 2023年9月20日発売[22]、ISBN 978-4-592-22447-1

### 単行本未収録作品
- 各務ましろは吸血鬼（『ザ花とゆめ ダークヒーローズ』2022年6月1日号）

## テレビドラマ
2022年4月17日から6月19日まで、朝日放送テレビの「ドラマL」枠にて放送。主演は奥野壮。全10話。
今作より、製作局の朝日放送テレビでの「ドラマL」枠の放送時間が30分繰り下がり、日曜23:55 - 翌0:25（JST）に変更された。

### キャスト
仁科悠里（にしな ゆうり）〈16〉
演 - 奥野壮
主人公。少女漫画をこよなく愛する。
真山深（まやま しん）〈16〉
演 - 水沢林太郎
実家が大金持ちの変人ナルシスト。愛称「マヤ」。
各務ましろ（かがみ ましろ）〈16〉
演 - 小西詠斗
無駄部きっての不思議キャラ。愛称「シロ」。
志田葵（しだ あおい）〈16〉
演 - 藤岡真威人（幼少期：吉田隼）
超鈍感なおバカキャラ。
叶依麻（かのう えま）〈16〉
演 - 小栗有以 (AKB48)
マンガ部に所属するヒロイン。
湯井芽季（ゆい めり）〈15〉
演 - 寺本莉緒（幼少期：石田結彩）
葵の幼なじみ。10年以上葵に片想いをしている。
詰出麗華（つんで れいか）〈17〉
演 - 鶴嶋乃愛
桐乃学園の生徒会長。
曽我天音（そが あまね）〈16〉
演 - 大谷凜香
マヤのことを「犬」と呼ぶ謎の転校生。
中村
演 - 秋谷百音
依麻が所属するマンガ部の部長。
寺門
演 - 赤ペン瀧川
マヤの執事。
守見（もりみ）
演 - 上島竜兵
桐乃学園の校務員。ドラマオリジナルキャラクター。

#### ゲスト
虎井未希
演 - 山下幸輝（第3話・第5話・第6話）
芽季のクラスメイト。
森下
演 - 冨田菜々風（≠ME）（第4話）
ファミレスの店員。
高田
演 - 北村真平（朝日放送テレビアナウンサー）（第4話）
ファミレスの店長。

### スタッフ
- 原作 - 福山リョウコ『恋に無駄口』（白泉社「花とゆめ」連載）
- 脚本 - 橋本夏、大歳倫弘（ヨーロッパ企画）、兵藤るり
- 演出 - 山口淳太（ヨーロッパ企画）、吉川鮎太、八十島美也子
- 主題歌 - KANA-BOON「メリーゴーランド」[31]
- 音楽 -
- 語り - 銀河万丈[28]
- プロデューサー - 南雄大、櫻田惇平（ホリプロ）
- 制作協力 - ホリプロ
- 制作著作 - 朝日放送テレビ

### 放送日程
| 話数   | 放送日  | サブタイトル                | 脚本     | 監督         |
| ------ | ------- | --------------------------- | -------- | ------------ |
| 第1話  | 4月17日 | 青春に恋なんて必要ない!!    | 橋本夏   | 山口淳太     |
| 第2話  | 4月24日 | 恋に落ちる秘密の三条件!?    | 橋本夏   | 山口淳太     |
| 第3話  | 5月01日 | 鈍感男子と10年分の片想い    | 兵藤るり | 山口淳太     |
| 第4話  | 5月08日 | ツンデレ生徒会長の告白!     | 大歳倫弘 | 山口淳太     |
| 第5話  | 5月15日 | 衝撃!!女王様と犬の恋物語    | 大歳倫弘 | 吉川鮎太     |
| 第6話  | 5月22日 | 恋の秘訣は、占いとキス!?    | 橋本夏   | 吉川鮎太     |
| 第7話  | 5月29日 | 徹底検証!大嫌いは大好き?    | 兵藤るり | 吉川鮎太     |
| 第8話  | 6月05日 | 誕生日サプライズ㊙大作戦    | 大歳倫弘 | 八十島美也子 |
| 第9話  | 6月12日 | 恋も友情も、終わりは突然に… | 橋本夏   | 八十島美也子 |
| 最終話 | 6月19日 | 無駄だらけの恋に奇跡が…!?   | 橋本夏   | 吉川鮎太     |

| 朝日放送テレビ・テレビ朝日 ドラマL                                                                | 朝日放送テレビ・テレビ朝日 ドラマL                                                                     | 朝日放送テレビ・テレビ朝日 ドラマL            |
| 前番組                                                                                            | 番組名                                                                                                 | 次番組                                        |
| ------------------------------------------------------------------------------------------------- | --- | --------------------------------------------- |
| 封刃師 （2022年1月16日 - 3月13日） - ※制作局の朝日放送テレビでは、ここまで日曜23:25 - 23:55に放送 | 恋に無駄口 （2022年4月17日 - 6月19日） - ※制作局の朝日放送テレビでは、ここから日曜23:55 - 翌0:25に放送 | 彼女、お借りします （2022年7月3日 - 9月25日） |
| 朝日放送テレビ 日曜23:55 - 翌0:25                                                                 | |                                               |
| ハレ婚。 【ここまで「ドラマ+」枠】 - ※「ドラマ+」枠は30分繰り下げて継続。                         | 恋に無駄口 【ここから「ドラマL」枠】                                                                   | 彼女、お借りします                            |